# Leones del Caracas
I Leones del Caracas sono una squadra di baseball del Venezuela fondata nel 1942.

## Titoli nazionali
È la squadra che ha vinto più volte il campionato di baseball venezuelano, con 20 titoli, negli anni: 
1948, 1949, 1952 (fin qui come Cervecería Caracas), 1953, 1957, 1962, 1964, 1967, 1968, 1973, 1978, 1980, 1981, 1982, 1987, 1988, 1990, 1995, 2006, 2010.

## Titoli internazionali
Ha anche vinto due titoli nel torneo annuale "Serie del Caribe" nel 1982 e nel 2006.